# Oscar Knefler Rice
Oscar Knefler Rice (Chicago, 12 de fevereiro de 1903 – Chapel Hill, Carolina do Norte, 7 de maio de 1978) foi um químico norte-americano, graduado pela Universidade de Berkeley em 1924.
Conjuntamente com Herman Carl Ramsperger e Louis Kassel desenvolveram uma teoria que foi aperfeiçoada por Rudolph Arthur Marcus, que em função destas foi laureado com o Nobel de Química de 1992.